# Elena Rodighiero
Elena Rodighiero (Cernobbio, 8 giugno 1968) è un'ex cestista italiana.

## Carriera
Con l'Italia ha disputato i Giochi del Mediterraneo del 1991.